# Thomas Morsing Larsen
Thomas Morsing Larsen (født 1. juni 1980 i København, Danmark) er en dansk tidligere eliteroer.
Larsen udgjorde, sammen med Morten Nielsen, den danske toer uden styrmand ved OL 2008 i Beijing. Danskerne sluttede på en samlet 10. plads ud af 14 deltagende både i konkurrencen.